# ムーン・ガール
ムーンガール / ルネラ・ラファイエット（Moon Girl / Lunella Lafayette）は、マーベル・コミックに登場するスーパーヒーロー。脚本家のブランドン・モントクレアとエイミー・リーダー、作画家のナターシャ・ブストスが生み出した。このキャラクターは2015年11月に発売された『Moon Girl and Devil Dinosaur』第1号で初登場。
ルネラは9歳のイン・ヒューマンな少女で、マーベル・ユニバースで最も賢い女の子として描かれている。彼女は「デビルダイナソー」という恐竜と心を繋いでおり、2人で一緒に冒険を繰り広げる。

## コミックの歴史
キャラクターは、脚本家のブランドン・モントクレアとエイミー・リーダー、作画家のナタシャ・ブストスが生み出し、2015年11月に発売された『Moon Girl and Devil Dinosaur』第1号で初登場。
このキャラクターの発想源は、同社編集者のマーク・パニッチャによるもので、マークは「デビル・ダイナソー」というキャラクターのファンであり、エミリー・ショー編集者と共にモントクレアとリーダーに新作の原案を依頼した。このシリーズではキャラクターが現代に登場することになり、デビル・ダイナソーが少女と交流するというアイデアが生まれた。このアイデアに魅了され、一般的に「マントとタイツを着たスーパーヒーロー」ではないヒーローとのコラボにワクワクした。リーダーはキャラ作りの主なインスピレーションについてルネラはもともとガジェット警部みたいなキャラだったが、もっとキャンピーではなく自分のやっていることを知っていて、バックパックからガジェットを取り出してローラースケートを履いて街を駆け回り、事件を解決するような感じだったという。
このコミックはジャック・カービーの「ムーンボーイとデビル・ダイナソー」の直接の続編としても位置づけられており、そのためムーンガールとデビル・ダイナソーが最初に対決するのは「キラーフォーク」というキャラクターたちである。
アーティストのナタシャ・ブストスは、ムーンガールのキャラクターが他の典型的なスーパーヒーローとは異なる点に魅力を感じた。ムーンガールとデビル・ダイナソーが推進する明確な多様性にインスピレーションを受け、ルネラを自分自身に重ね合わせた。彼女は物語を「スタジオ・ジブリのようなもの」と比較し、タイトルキャラクター間の深い関係を強調した。
『Moon Girl and Devil Dinosaur』第47号（2019年11月発売）は、シリーズの最終号として宣伝された。

## ルネラの歴史

### ヒーローとしての始まり
ルネラ・ラファイエットは、若いハイチ系アメリカ人の少女で、アドリア・ラファイエットとジェームズ・ラファイエットの娘である。ルネラは夢見ることが好きで、発明を愛している。驚異的な知能を持ちながらも、より良い学校に入ることができず、パブリック・スクール20 アンナ・シルバーに通っています。ルネラのクラスメイトたちはその特異な性質からルネラを「ムーンガール」と呼んでからかう。
サベッジ・ランドでは、デビル・ダイナソーと彼の敵であるキラーフォークが時空の渦によりニューヨークに送られる。この渦によって彼の仲間であるムーン・ボーイは命を落とす。ムーン・ボーイの死に際の願いは、デビル・ダイナソーに聖なる「ナイトストーン」をキラーフォークから取り戻し、復讐することだった。
その後、ルネラはナイトストーンを手に入れ、それがクリ―のオムニウェーブ・プロジェクターであることを突き止める。彼女はそれを使い、潜在的なインヒューマンの遺伝子が発動するのを防ごうと考える。しかし、アマデウス・チョ（トータリー・オーサム・ハルク）やキラーフォークと対立し、最後はテリジェン・ミストの雲に巻き込まれ、体が変異する前に繭に包まれてしまう。

### テリジェネシス後
テリジェネシス後、デビル・ダイナソーはルネラの繭を彼女の研究室に持ち帰り、数日間見守っていた。繭が孵化すると、最初は自分が物理的に変化していないことに安堵したが、インヒューマンの力によって自分とデビル・ダイナソーの意識が入れ替わってしまったことに気づき困惑する。デビル・ダイナソーは学校でルネラをさらに孤立させ、クラスでパニックを起こし、他の生徒を攻撃してしまう一方、ルネラは街を暴れ回る。最終的に、二人の意識は元に戻る。
次に、デビル・ダイナソーとムーンガールの前に現れたのはキッド・クリ―という誤解されたクリ―族の少年で、父親に自分を認めてもらい、地球で名を挙げようとインヒューマンを捕まえようとしていた。彼は新しい生徒、マーヴィン・エリスとしてルネラのクラスに潜入する。ムーンガールとデビル・ダイナソーはキッド・クリ―と何度も戦うが、最後はMs.マーベルによって戦いは止まる。Ms.マーベルはその戦いが子供の喧嘩にすぎないことを認識し、もし事態が手に負えなくなった場合のために、ムーンガールに連絡用の装置を託す。
その後、ハルクがルネラに「バナーB.O.X.」（脳オムニコンピテンスEXアミネーター）を渡し、ルネラがそれを数秒で解決したことに驚く。これにより、彼女が地球で最も賢い人物であることが証明される。その後、ムーンガール、ハルク、デビル・ダイナソーはモールマンと遭遇し、モールマンとその怪物たちが都市を攻撃しているのを防ぐ。
次の日、ルネラは未来の自分からのビジョンを見る。未来では、地球で最も賢いヒーローたちが彼女に接近してくる。その後、学校が終わった後、ルネラはことの経緯でファンタスティック・フォーのシングに声をかけられ、彼女と一緒に散歩に出かけるが、ハルクが現れ、二人は戦い始める。ムーンガールとデビル・ダイナソーは、戦闘の中で市民を守りながら二人を抑え込み、両者は意識を失う。
一方、ドクター・ドゥームはムーンガールが地球で最も賢い人物とされていることに驚き、彼女を超越することを誓う。科学の授業中、ルネラはロボットのドローンに襲われるが、アイアンハートのリリ・ウィリアムズによって助けられる。二人はドローンの発信元を追い、ムーンガールはドクター・ドゥームと対峙する。ドゥームが逃げると、ムーンガールとアイアンハートはムーンガールの秘密の研究室に行き、ドローンのエネルギーシグネチャーが魔法的な起源を持っていることを発見する。ドゥームの居場所を追跡している最中、ムーンガールとデビル・ダイナソーはサンクタム・サンクトラムに到着し、ドクター・ストレンジに見つかる。
夢から目覚めたルネラは、縮小されたデビル・ダイナソーと再会する。帰宅途中、ムーンガールと二人のクラスメイトはドクター・ドゥームと彼のドゥームボットに襲撃されてしまう。ムーンガールは自分自身を大きくする薬を使って、ドクター・ストレンジと共にドゥームとそのロボットに立ち向かう。数日後、エネルギーセンサーを設置している最中、ムーンガールはX-MENの5人のメンバーに見つかる。
廃墟のショッピングモールで、ムーンガールはオムニウェーブ・プロジェクターを使ってセレブロ・ヘルメットを再設計し、ドゥームを探すが、その結果、ムーンガールとX-MENは1980年代にタイムスリップしてしまう。そこで、ドクター・ドゥームがドゥームボットの軍団を率いて登場する。X-MENとデビル・ダイナソーはドゥームボットと戦い、ムーンガールがヘルメットを外すことで現在に戻ることができ、ドゥームが実はドゥームボットであることが判明する。ルネラはそのドゥームボットを自分の研究室に持ち帰り、それを分析する。
その後、ルネラは自分のイン・ヒューマンの力に関する大きな発見をする。それは、ルネラ自身のパワーが満月の時にしか発動しないということだった。ルネラは、ドゥームボットの軍団、シング、ハルク、Ms.マーベル、アイアンハート、ドクター・ストレンジ、キッド・クリ―、そしてキラーフォークの軍団と共に、自分のスーパーパワーを使って危機に立ち向かう。

## ルネラの能力
ルネラ・ラファイエットの主な能力はその高度な知能である。アマデウス・チョから「世界で最も賢い人物」と呼ばれ、ルネラはマーベル・ユニバースの他の天才たち（バレリア・リチャーズ、リード・リチャーズ、ブルース・バナー、トニー・スターク、ビクター・フォン・ドゥーム、ハンク・ピム、チョー本人）よりも賢いとされている。彼女はその知能を活かして、さまざまなガジェットを開発し、それを戦闘に使用する。彼女の戦闘装備は、ボクシング用のヘッドギア、ゴーグル、サスペンダー、コンピュータ化されたユーティリティベルト、バックパック、いくつかの軽い武器（特にバネ仕掛けのボクシンググローブ）、そして特別なローラースケートが完璧に備わっている。
インヒューマンとしての遺伝的な特性により、ルネラは怒ったり完全に腹が減ると、デビル・ダイナソーと意識を入れ替える能力を持っている。知能が高いため、彼女はデビル・ダイナソーの体内でも言葉を発することができる。また、ある程度の強化された力も持っているものの、クリ―隊長によれば、彼女の他の能力と比べるとそれは非常に微々たるものだとされている。

## 関連する人物

### サポートキャラクター
デビル・ダイナソー - ニューヨーク市にポータルを通じて現れた有名な恐竜で、ルネラの常に一緒にいる仲間であり親友。
ムーン・ボーイ - デビル・ダイナソーの元のパートナーで、最初はキラーフォークによって命を奪われたが、ルネラとデビルのタイムトラベルによって救われた。
アドリア・ラファイエット - ルネラの母で、刑務所のカウンセラーとして犯罪者の更生を手助けしている。
ジェームズ・ラファイエット - ルネラの父で、集中治療室で看護師として働いている。
エドゥアルド - ルネラの友達で、ヤンシー・ストリートでテイラー・スウィフトを見たと言っている。
ゾーイ - ルネラのクラスメートで、ルネラやその知能を理解していない。
アリ - ルネラのクラスメートで、ルネラに対して非常に辛抱強い。
ドミンゲス先生 - ルネラの教師で、彼女の生徒を理解するのに苦労している。かつてはタバコを吸っていたが辞めている。
ハルベックコーチ - ルネラの親切で愚鈍なコーチ。デビルとキラーフォークをニューヨークに連れてくる間接的な原因となる。
デヴィンダー - 超速で移動する能力を持つインヒューマンの少年。
ウィル - 鳥と話すことができる翼を持つインヒューマンの少年。
タシャ・トーマス - 頭髪を自在に操る能力を持つインヒューマンの少女。

### ヴィラン
キラーフォーク - ルネラとデビルが最初に直面した大きな脅威で、原始的な類人猿のような種族で、野蛮でありながら知性も持っている。
マーヴィン・エリス / メル・ヴァール / キッド・クリ― - ルネラを捕らえるために地球に来たクリ―族の子供の兵士。最終的に彼女に恋をするが、年齢差のために彼女に拒絶される。2人は現在も連絡を取り合っている。
プリンセス・フィスク - キングピンの娘で、わがままで生意気な性格の少女。
OMGオリビア - インヒューマンの創造者の直系の子孫で、地球の人々を精神的に操ろうとするクリ―族の少女。

## メディアミックス作品

### テレビ作品
| 登場作品                                                | 担当声優               | 日本語吹き替え | 備考                 |
| ------------------------------------------------------- | ---------------------- | -------------- | -------------------- |
| ムーンガール&デビル・ダイナソー                         | ダイヤモンド・ホワイト | 飯沼南実       | [ 22 ] [ 23 ] [ 24 ] |
| LEGO マーベル / アベンジャーズ ミッション・デモリション | ダイヤモンド・ホワイト | 飯沼南実       | [ 24 ]               |
| スパイディとすごいなかまたち                            | ダイヤモンド・ホワイト | 未定           | [ 25 ]               |

### テレビゲーム
| 登場作品                                        | 担当声優               | 日本語吹き替え | 備考          |
| ----------------------------------------------- | ---------------------- | -------------- | ------------- |
| MARVEL Future Fight                             | -                      | -              | [ 26 ]        |
| Marvel Avengers Academy                         | セノフィア・ミッチェル | -              | [ 27 ] [ 28 ] |
| LEGO マーベル スーパー・ヒーローズ 2 ザ・ゲーム | ?                      | ?              | [ 29 ]        |
| MARVEL SNAP                                     | ?                      | ?              | [ 30 ] [ 31 ] |